# Helicom H-1 Commuter Jr
El Helicom H-1 Commuter Jr fue una serie de modelos (y variantes) de un helicóptero producido por la International Helicopters de Mayville, en Nueva York. En 1979 la empresa fue vendida a la CHR

## Historia
El helicóptero biplaza Commuter tuvo sus orígenes como un diseño monoplaza en la década de 1950 conocido como el Helicom. En la década de los setenta, el creador de este diseño, Harold "Pop" Emigh, pasó a desarrollo el popular biplaza -el Commuter-IIA  y Commuter-IIB . Hasta el día de hoy estos helicópteros, con su sólida ingeniería, eje de propulsión del rotor de cola y el uso de excelentes motores para aeronaves Lycoming, están considerados entre los mejores helicópteros biplazas experimentales disponibles.

## Especificaciones

### Características generales
- Tripulación: 1 piloto
- Capacidad: 1 pasajero
- Planta motriz:   Lycoming.
  - Potencia: 112 kW (150 HP; 152 CV) cada uno.

### Rendimiento
- Longitud  . . . . . . . . . . . . . . . . .  . . . . . . . . . . . . . . . . .  22 ft

- Altura  . . . . . . . . . . . . . . . .. . . . . . . . . . . . . . . . . . . . . 8 ft

- Ancho  . . . . . . . . . . . . . . . . . . . . . . . . . . . . . . . .  . . . . 5.7 ft

- Peso en vacío . . . . . . . . . . . . . . . . . . . . .  . . . . . .. . . . 700 lbs

- Peso bruto . . . . . . . . . . . . . . . . . . .  . . . . . . . . . .  . .  1,300 lbs

- Carga útil .. . . . . . . . . . . . . . .  .. . . . . . . . . . . . . . . . . 600 lbs

- Diámetro del rotor  . . . . . . . . .. . . . . .  .  . . .. . . . . . . . . . . 25 ft

- Motor . . . . . . . . . . . . . . . . . . . . . . .  . . . . .  ..  . . . .  Lycoming

- Potencia del motor . . . . . . . . . . . . . . . . . . . . . . . . . . . 150 HP

- Velocidad máxima  . . . . . . . . . . . . . . . .  .. . . . .  . . . . . .  100 mph

- Velocidad de crucero . . . . . . . . . . . . . . . . . . .  . . . . . . . . 70 mph

- Régimen de ascenso . . . . . . . . . . . . . . .  . . . . . .. . . . . . 900 fpm

- Alcance . . . . . . . . . . . . . . . . . . . . .. . . . . . . . . . .. . . . . 225 miles

- Techo de vuelo . . . . . . . . . . . . . . .. . . . .   . . .. . . . . . . 11,000 ft

### Desarrollos relacionados
- SAFARI

### Listas relacionadas
- Listado de Helicópteros